# Montano Antilia
Montano Antilia är en ort och kommun i provinsen Salerno i regionen Kampanien i Italien. Kommunen hade 2 019 invånare (2017).